# إضافة حلقية 3،1-ثنائية القطبية

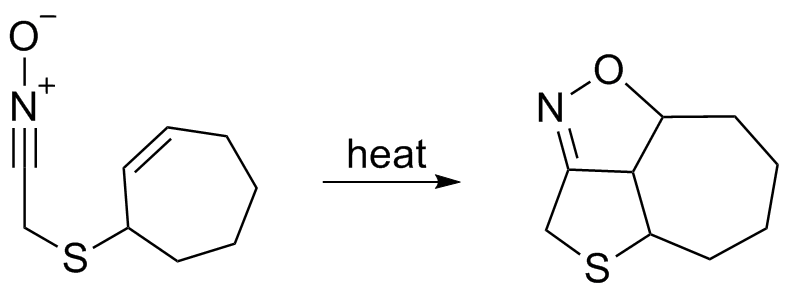

الإضافة الحلقية 3،1-ثنائية القطبية هو تفاعل عضوي (وتحديدا, إضافة حلقية) بين 3،1-ثنائي القطب ومحب لثنائي القطب وغالبا ما يكون ألكين مستبدل لإنتاج حلقة خماسية مستبدلة. التحلل الأوزوني يحدث من إضافة حلقية 3,1-ثنائية القطيبة للأوزون, متبوعة بإضافة حلقية ارتجاعية-3،1, و3،1- إضافة حلقية ثنائية القطبية.
رولف هويزن لاحظ الإمكانيات لمختلف 3،1-ثنائيات الأقطاب وتاثيرها الكبير في إنتاج إضافة هويزن 3,1-ثنائية القطبية الحلقية. وفي هذا النوع من التفاعل 3،1-ثنائى القطب يكون أزيد والمحب لثنائي القطب يكون الألكاين.
مركبات الدايأزو هي 3،1-ثنائية القطبية في إضافة دايأزو ألكان 3,1-ثنائية القطبية الحلقية.

## إضافة دايأزو ألكان 3,1-ثنائية القطبية الحلقية
هي إضافة حلقية 3,1-ثنائية القطبية بين مركبات الدايأيزو 3,1-ثنائية القطب وغالبا دايأزو ميثان ومحب للثنائية القطبية. وعندما يكون محب الثنائية القطبية ألكين يكون ناتج التفاعل بيرازولين.
وناتج تفاعل الإضافة الحلقية بين دايأزو ميثان وحمض الجلوتاجونيك هو 1-بيرازولين. وهذا التفاعل 100% بإتجاه واحد لأن ذرة النيتروجين الطرفي في الدايأزو ترتبط حصريا مع الكربون ألفا الموجودة في الإستر. كما أن التفاعل به إضافة متماثلة أيضا وشكل محب الثنائية القطبية يظل كما هو. ولأن 1-بيرازولين غير ثابت فإنه يتزامر (isomerizes) إلى 2-بيرازولين نظرا للترافق (conjugation) مع مجموعة الإستر. ونظرا لأن المتفاعلات تختار إتجاه التفاعل فإن فينيل دايأزو ميثان ينعكس ويمتد التفاعل لأكثر من هذا بالأكسدة العضوية من الهواء للمركب 2-بيرازولين ليصبح بيرازول.